# Ruta femenina sub-23 en el Campeonato Mundial de Ruta

Maillot arcoíris otorgado a la campeona de la prueba

La prueba de línea o ruta femenina sub-23 en el Campeonato Mundial de Ciclismo en Ruta se disputa desde el Mundial de 2022.

## Palmarés
| Núm.         | Año         | Sede                    | Oro                              | Plata                             | Bronce                         |
| ------------ | ----------- | ----------------------- | -------------------------------- | --------------------------------- | ------------------------------ |
| I – LXXXVIII | 1927 – 2021 | No realizados           | No realizados                    | No realizados                     | No realizados                  |
| LXXXIX       | 2022        | Wollongong ( Australia) | Niamh Fisher-Black Nueva Zelanda | Pfeiffer Georgi Reino Unido       | Ricarda Bauernfeind · Alemania |
| XC           | 2023        | Glasgow ( Reino Unido)  | Kata Blanka Vas · Hungría        | Shirin van Anrooij · Países Bajos | Anna Shackley Reino Unido      |
| XCI          | 2024        | Zúrich · ( Suiza)       | Puck Pieterse · Países Bajos     | Neve Bradbury Australia           | Antonia Niedermaier · Alemania |

## Medallero histórico
- Actualizado a Zúrich 2024.

| Núm. | País          | Oro | Plata | Bronce | Total |
| ---- | ------------- | --- | ----- | ------ | ----- |
| 1    | Países Bajos  | 1   | 1     | 0      | 2     |
| 2    | Hungría       | 1   | 0     | 0      | 1     |
| 2    | Nueva Zelanda | 1   | 0     | 0      | 1     |
| 4    | Reino Unido   | 0   | 1     | 1      | 2     |
| 5    | Australia     | 0   | 1     | 0      | 1     |
| 6    | Alemania      | 0   | 0     | 2      | 2     |
|      | TOTAL         | 3   | 3     | 3      | 9     |